# Kanuma
Kanuma (鹿沼市?) è una città giapponese della prefettura di Tochigi, che conta più di 100 000 abitanti. Questa città fu fondata il 10 ottobre 1948, e deve la sua importanza al fatto di essere sulla strada principale tra Tokyo e Nikkō.